# سمخراط
قرية سمخراط هي إحدى القرى التابعة لمركز الرحمانية في محافظة البحيرة في جمهورية مصر العربية. حسب إحصاءات سنة 2006، بلغ إجمالي السكان في سمخراط 13815 نسمة، منهم 7019 رجل و6796 امرأة.

## التاريخ
قرية سمخراط من القرى القديمة، حيث وردت باسم «سمخراط» في أعمال البحيرة ضمن قرى الروك الصلاحي التي أحصاها ابن مماتي في كتاب قوانين الدواوين، كما وردت باسم «سمخراط» في أعمال البحيرة ضمن قرى الروك الناصري التي أحصاها ابن الجيعان في كتاب «التحفة السنية بأسماء البلاد المصرية». وفي العصر العثماني وردت باسم «سمخراط» في التربيع العثماني الذي أجراه الوالي العثماني سليمان باشا الخادم في عصر السلطان العثماني سليمان القانوني ضمن قرى ولاية البحيرة، وفي تاريخ 1228هـ/1813م الذي عدّ قرى مصر بعد المسح الذي قام به محمد علي باشا باسم «سمخراط» ضمن قرى مديرية البحيرة.